# Foco
Foco (in greco antico: Φώκος?, Phṑkos) è un personaggio della mitologia greca, era figlio della nereide Psamate e di Eaco, re di Egina.

## Mitologia
Estese i territori della Focide, che però prende il nome da un altro Foco, figlio di Ornizione e padre di Panopeo e Criso.
Fu ucciso dai fratellastri Peleo e Telamone durante una gara di lancio del disco.
Prima di Foco, Eaco aveva infatti avuto da Endeide altri i figli Telamone e Peleo che vivevano anch'essi ad Egina.
A causa della sua bellezza quasi divina, il re aveva una predilezione per lui ed inoltre Foco eccelleva nelle gare atletiche, provocando così l'invidia di Telamone.
Avvedutosi della cosa, Foco lasciò Egina con un gruppo di cittadini e si diresse in Focide, che allora constava solo delle regioni circostanti il Parnasso e Titorea, proseguendone la colonizzazione. I suoi figli ne avrebbero poi esteso ulteriormente i confini.
In seguito, Eaco fece ritornare Foco ad Egina. Endeide, temendo che il re volesse sceglierlo come proprio erede al trono, convinse i propri figli ad ucciderlo e questi lo sfidarono ad una gara di pentathlon ed il giovane fu colpito a morte da un disco lanciato da Telamone.
I due nascosero il corpo di Foco in un bosco, ma Eaco lo trovò e cacciò i fratricidi (Peleo e Telamone) che dovettero subire lunghe persecuzioni a causa del loro delitto.
I mitografi offrono versioni leggermente divergenti del racconto, in particolare riguardo alle ragioni della morte di Foco.
Per alcuni fu ucciso per iniziativa di Telamone e Peleo si limitò ad aiutare il fratello a nascondere il corpo.
Stando a Diodoro Siculo e Pausania, invece, il disco che uccise Foco fu lanciato da Peleo ma per il primo il colpo è puramente accidentale mentre per il secondo è intenzionale.
Per altri ancora Peleo finì il giovane con un'ascia ed Igino attribuisce semplicemente la responsabilità della morte a entrambi i fratelli.